# 雪白山
雪白山，又名泰矢生山；位於桃園市復興區與新竹縣尖石鄉交界處，海拔2444.305公尺，為桃園市最高峰。立有一座編號1531二等三角點花岡基石，位於雪白營地上方。山頂處於樹林間且無展望，因山路較為偏遠且難行，加上人煙罕至下，所以仍能保留原始森林風貌，周邊大多為巨木與神木群，乃中級登山愛好者必經之地。